# Rento Takaoka
Rento Takaoka (高岡 伶颯, Takaoka Rento), né le 12 mars 2007 à Mimata (Japon), est un footballeur japonais qui évolue au poste d'attaquant au Valenciennes FC, en prêt du Southampton FC.

## Biographie

### En club
Né à Mimata, dans la préfecture de Miyazaki, au Japon, Rento Takaoka commence le football avec le club de l'école sa ville, le Mimata Soccer Sports. Il poursuit son parcours non pas avec un club professionnel mais avec le club du lycée Nissho Gakuen, avec lequel il fait forte impression dans le Championnat national des lycées. Au début de l'année 2024, il est nommé capitaine de son équipe.

#### Southampton FC
Le 19 juin 2024, Rento Takaoka s'engage avec le club anglais du Southampton FC en paraphant un pré-contrat. Le jeune attaquant japonais rejoint officiellement les Saints au mois de mars 2025, lors de ses 18 ans.

##### Prêt au Valenciennes FC
Le 6 août 2025, Rento Takaoka est prêté pour une durée d'un an au Valenciennes FC et devient le premier joueur japonais à porter les couleurs du club nordiste,. Il est prêté par le centre de formation du Southampton FC et vient renforcer l’équipe réserve du club du Hainaut. 
Le 8 août 2025, il dispute son premier match sous ses nouvelles couleurs lors de la 1re journée de championnat de National contre LB Châteauroux en remplaçant Daou Diomandé à la 85e minute (match nul, 0-0). Le 15 août 2025, lors du match contre Le Puy Football, il rentre à la mi-temps à la place de Kylian Kouakou et inscrit un doublé, les deux seuls buts de son équipe (victoire, 2-1). 

### En sélection nationale

#### Moins de 17 ans
Rento Takaoka est convoqué avec l'équipe du Japon des moins de 17 ans pour participer au Championnat d'Asie des moins de 17 ans en 2023. Son équipe arrive en finale où elle s'impose contre la Corée du Sud.

## Statistiques
| Saison                | Club                  | Championnat           | Championnat | Championnat | Championnat | Coupe nationale | Coupe nationale | Coupe nationale | Coupe de la Ligue | Coupe de la Ligue | Coupe de la Ligue | Total | Total | Total |
| Saison                | Club                  | Division              | M.          | B.          | P.d.        | M.              | B.              | P.d.            | M.                | B.                | P.d.              | M.    | B.    | P.d.  |
| 2025-2026             | Southampton FC        | Premier League        | -           | -           | -           | -               | -               | -               | -                 | -                 | -                 | 0     | 0     | 0     |
| Sous-total            | Sous-total            | Sous-total            | 0           | 0           | 0           | 0               | 0               | 0               | 0                 | 0                 | 0                 | 0     | 0     | 0     |
| 2025-2026             | Valenciennes FC       | National              | 2           | 2           | -           | -               | -               | -               | -                 | -                 | -                 | 2     | 2     | 0     |
| Total sur la carrière | Total sur la carrière | Total sur la carrière | 2           | 2           | 0           | 0               | 0               | -               | -                 | -                 | -                 | 2     | 2     | 0     |

## Palmarès

### En sélection nationale
Japon -17 ans
- Championnat d'Asie
  - Vainqueur : 2023.